# Poolwolf
De poolwolf (Canis lupus arctos) is een zoogdier dat behoort tot de familie van de hondachtigen. De poolwolf is een ondersoort van de wolf (Canis lupus), die het noorden van Noord-Amerika bewoont.

## Anatomie
De poolwolf is groter dan de andere soorten wolven en de mannetjes zijn groter dan de vrouwtjes. Volwassen wolven zijn 150 cm lang en hebben een 30 cm lange staart. De schouderhoogte varieert van 75 tot 90 cm. De poolwolf is zwaarder dan de grijze wolf. Hoe dichter bij de koude streken hoe groter een soort wordt, om warmte beter en langer vast te houden.
Er wordt zeer dikwijls verkeerdelijk gezegd dat de Amerikaanse wolf (timberwolf) de grootste is. Alleen de Amerikaanse wolf die in het hoge noorden voorkomt kan de lengte en hoogte van een poolwolf bereiken.
Poolwolven hebben een witte vacht die veel dikker is dan bij overige wolven. Ze hebben een kleinere, maar rondere neus.
Ze hebben sterke kaken en scherpe tanden met lange hoektanden voor het verscheuren van vlees. Dankzij hun zeer goede gezichtsvermogen, gehoor en reukvermogen zijn het uitstekende jagers.
De poolwolf wordt ongeveer 10 tot 15 jaar oud in het wild en 20 jaar in gevangenschap.

## Verspreiding en leefomgeving

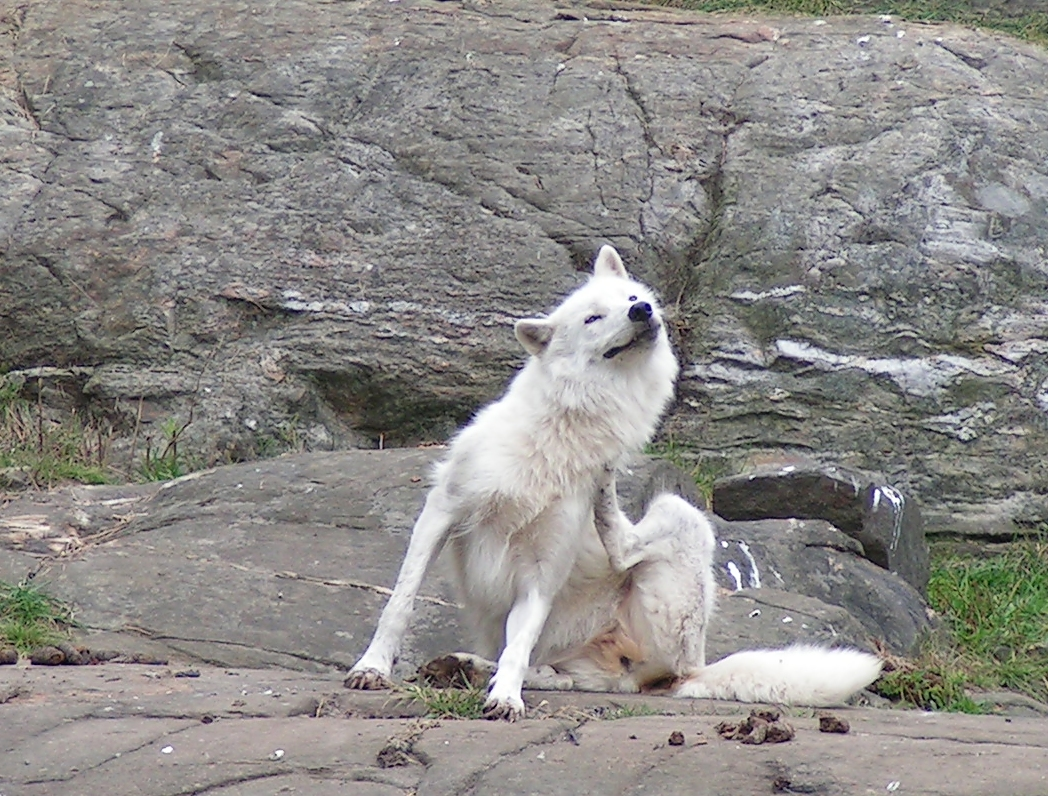
Poolwolf in Canada

Poolwolven leven in het noorden van Canada, Alaska, Groenland, tussen 70 en 75 graden noorderbreedte. Het gebied is bedekt met sneeuw en ijs en de temperatuur kan gemakkelijk dalen tot -50 graden Celsius. Door de kou en de zeer koude winden (-100 °C) kunnen mensen zich in deze gebieden niet gemakkelijk vestigen. Inuït’s zijn de enige mensen die in deze gebieden voorkomen.
Door de geringe menselijke activiteit heeft de poolwolf, in tegenstelling tot andere wolvensoorten, heel weinig contact met de mens, waardoor hij dus niet verdreven is en nog altijd in zijn oorspronkelijke habitat voorkomt.

## Jacht en voedsel
Poolwolven jagen zowel alleen als in groep (roedel). De wolven jagen vooral op lemmingen en hazen, maar om grotere dieren zoals kariboes en muskusossen te doden, jagen ze in een groep. Ze doden hun prooi met een beet in de nek. Door het klimaat laat de poolwolf niets over van hun prooi. Hij eet alles van zijn prooi, ook de huid, de pels en de botten.

## Communicatie
Wolven communiceren vooral met hun lichaam, maar ook met geluiden, waaronder huilen.
Huilen heeft een aantal betekenissen. Huilen wordt vooral gebruikt om in contact te blijven als de groep over grote afstanden verspreid is. Wolven huilen ook bij het begin en bij het einde van de jacht en als ze iets willen beschermen, zoals hun gebied of een recent gedood prooi.
Men denkt dat huilen het sociaal contact en de band binnen de groep verbetert.

## Sociale structuur en leefwijze
Wolven zijn sociale dieren die vooral in groepen leven. Deze groepen, ook wel roedels genaamd, kunnen beschouwd worden als een familie die meestal bestaan uit de ouders en hun jongen.
Na een tijd verlaten de jongen de roedel om op zoek te gaan naar een partner om zo hun eigen familie op te richten.
Er is lange tijd gedacht dat er een strikte hiërarchie was tussen de wolven. Dit was gebaseerd op een experiment die uitgevoerd was in gevangenschap door vreemde wolven samen te plaatsen. Hierdoor werd er een machtsstrijd uitgelokt om structuur te kunnen krijgen.
Door in de laatste decennia veel wilde wolven te onderzoeken, heeft men ontdekt dat de theorie van de strikte hiërarchie achterhaald is.

## Voortplanting
Alleen het alfamannetje en alfavrouwtje mogen zich voortplanten. Maar door het kille klimaat is het opvoeden van welpen zeer moeilijk. Het alfavrouwtje voedt de welpen alleen tijdens de lente en de zomer op. Voor de opvoeding is een hol of een grot nodig, maar door de permafrost en het kille klimaat zijn die zeer moeilijk te maken of te vinden. De poolwolven paren maar een keer in het jaar en de moeder baart 2 tot 3 welpen, meestal in mei of juni. Dit is in tegenstelling tot andere wolvensoorten veel minder (4 tot 6 welpen). Door het geringe voedsel mag de groep niet te groot worden.
De welpen worden blind, hulpeloos en doof geboren. Zij zijn afhankelijk van het alfavrouwtje en die is afhankelijk van het alfamannetje dat voedsel brengt. Als de welpen een maand oud zijn, zijn zij in staat om vlees te eten. Dan zorgt de hele roedel voor het voeden van de welpen.

## Vijanden
De poolwolf heeft nauwelijks natuurlijke vijanden. Behalve de ijzige kou betekent alleen de mens voor hen een gevaar.
De vacht van de poolwolf is ongeveer 500 euro waard, maar door het koude klimaat is het extreem moeilijk om een poolwolf te vangen. Zo is het voortbestaan van de poolwolf gegarandeerd en wordt hij niet bedreigd, zoals andere wolven.